# Таловское сельское поселение (Еланский район)
Та́ловское се́льское поселе́ние — муниципальное образование в Еланском районе Волгоградской области. Административный центр — посёлок Таловка.

## История
Таловское сельское поселение образовано 24 декабря 2004 года в соответствии с Законом Волгоградской области № 980-ОД.

## Население
| 2010 | 2012 | 2013 | 2014 | 2015 | 2016 | 2017 |
| ---- | ---- | ---- | ---- | ---- | ---- | ---- |
| 897  | ↘883 | ↘862 | ↘844 | ↘812 | ↘780 | ↘762 |
| 2018 | 2019 | 2020 | 2021 |      |      |      |
| ↘759 | ↘736 | ↘724 | ↘709 |      |      |      |

## Состав сельского поселения
| № | Населённый пункт | Тип населённого пункта          | Население |
| - | ---------------- | ------------------------------- | --------- |
| 1 | Киевка           | хутор                           | ↘21       |
| 2 | Первокаменский   | хутор                           | ↘132      |
| 3 | Таловка          | посёлок, административный центр | ↘706      |